# 캐서린 파킨슨
캐서린 파킨슨(Katherine Parkinson, 1978년 3월 9일 ~ )은 잉글랜드의 배우이다. 채널 4 시트콤 《IT 크라우드》(2013)를 통해 2014년 제60회 영국 아카데미 텔레비전상 코미디 부문 여우상을 수상하였다.

## 출연 작품

### 영화
- 사랑의 교실 (2005, Ahead of the Class)
- 이지 버츄 (2008)
- 하우 투 루즈 프렌즈 (2008)
- 락앤롤 보트 (2009)
- 세인트 트리니안스 2 - 프리튼 교장의 황금 전설 (2009, St Trinian's 2: The Legend of Fritton's Gold)
- Cooked (2010) - 단편
- 건지 감자껍질파이 북클럽 (2018)
- How to Fake a War (2019)

### 텔레비전
- Extras (2005)
- 닥터 마틴 (2005-09)
- IT 크라우드 (2006-10, 2013)
- In the Club (2014-16)
- 휴먼스 (2015-18)
- The Honourable Woman (2014)

### 연극
- 갈매기 (2007)